# Bertil Almlöf
Erik Bertil Almlöf, född 13 juni 1930 i Linköping, död 22 mars 2024 i Rimforsa i Kinda kommun, Östergötlands län, var en svensk målare och grafiker. Han var verksam i Hovstad i Rimforsa i Östergötland.
Bertil Almlöf utbildade sig vid Valands konsthögskola i Göteborg 1953–1957.
Som målare är framförallt den senare Almlöf känd för sina originella landskapsmotiv. De icke-realistiska motiven är ofta vyer över slätter i förställda färger och motiv i konturer. Starka färger, ofta i kontrast till andra starka färger, är ett annat av Almöfs kännetecken. Rött och gult förekommer ofta ibland tillsammans med blått eller grönt.
Bertil Almlöfs verk finns bland annat i samlingarna på Moderna Museet, Nationalmuseum, Göteborgs konstmuseum, Östergötlands museum, Norrköpings konstmuseum, Örebro läns landsting, Allende Museet i Chile och British Museum i London.

## Offentliga utsmyckningar i urval
- 1972 – Brunnaskolan Botkyrka kommun, matsal
- 1977 – Tumba sjukhus, cafeteria och korridorvägg
- 1985 – Morgon, dag, kväll, Berga kyrka Linköping, församlingssal
- 1985 – Lösa bilder, Stockholms tunnelbana
- 1992 – Skog, Karolinska sjukhuset, Stockholm
- 1994 – British Airways viprum, Arlanda, fyra träsnitt
- 2000 – Avfärd, olja, Linköpings universitet
- 2004 – Livstecken, tolv sjukdomsbilder, Huddinge sjukhus
- 2005 – Skogsljus, olja, Linköpings universitet
- 2007 – Oändligt landskap, olja, 160 × 230 cm, O-huset, Universitetssjukhuset i Linköping

## Priser och utmärkelser
- 1993 – Palmærpriset
- 2001 – Rolf Wirténs kulturpris
- 2008 – Hedersdoktor vid Linköpings universitet